# Срби у Белој Крајини
Поред имигрантске заједнице која чини већину Срба у Словенији, у јужном региону Беле Крајине постоји неколико села насељених од потомака Срба (Ускока) који су побегли из Османског царства у 16. веку, почевши од 1528. до 1593. године.
Након досељавања на простор Беле Крајине, Срби су основали неколико села: Бојанци, Мариндол, Пауновићи, Адлешићи, Жунићи, Милићи и многа друга. Већина заједнице Срба у Белој Крајини у историји задржали су српску православну веру и њихову препознатљиву културу, иако су скоро потпуно асимиловани у своје словеначко окружење. Неки од њих постали су унијати у 17 и 18. веку.

## Историја
Османско освајање српских територија, довело је до исељавања великог броја Срба, који су се углавном упућивали ка северу и западу. Велики број Срба који су се упутили на запад, населили су се у Белој Крајини и на планини Жумберак. Први помен о Србима који су населили опустели Жумберак, потиче од септембра 1530. године. Тада је "ускочио" велики број српских задруга из Срба, Унца и Гламоча на аустријско земљиште. Пристигли Срби су три године лутали као номади док им није уступљен простор за насељавање. Године 1534. уступила им је племићка породица Кобасић (од Бихаћа) свој замак са поседом Жумберак. Нови прилив Срба из Босне забележен је 1538. године. Када су 1540. године добили заповедника, уређен им је статус - постали су погранична милиција. У прво време било је војника Срба: 200 лаких коњаника и 300 пешака. Када је 1546. године командант жумберачких ускока постао Иван Ленковић, обезбеђено је насељавање још 180 српских породичних задруга на том простору. Тада су насељени Србима Мариндол и Бојанци.
У септембру 1597. године, око 1.700 Срба са својим женама и децом настанили су се у Белој Крајини. Наредних година, (1600) због настављеног османског освајања, око 500 српских породица населило се у Белој Крајини.
Крајем 17. века, са стагнацијом османске моћи услед притиска Европе током унутрашње кризе и аустријског напредовања далеко у Македонију, Срби су се наоружали и придружили се борби против Османлија. Аустријско повлачење подстакло је још један масовни егзодус Срба са тадашњих османлијских територија 1690. године.

## Становништво и насеља
У најјужнијем делу Словеније, некада се налазило најсеверозападније острво српског језика. Ипак данас се у овим деловима Словеније српски језик ретко користи и то само у четири села у којима живе потомци Срба Ускока : Бојанци, Мариндол, Пауновићи и селу Милићи. У осталим селима, на просторима где су Срби бранили Европу од Османлија, данас живе поунијаћени и покатоличени Срби који говоре само словеначким језиком.
Бојанци су 1912. године били најмања српска насеобина у Белој Крајини. То је тада село у којем живи 220 становника у 45 кућа. Село је било смештено на једној узвишици, између две депресије и окружено густом шумом. Припадало је општини Адлешићкој. У духовном погледу то је мање место подређеном Мариндолу са којим чини исту православну парохију. Мариндол према којем су оријентисани Бојанци је био од настанка под јурисдикцијом Пећке патријаршије. Православна црква у Бојанцима је посвећена Св. Јовану. У месту је тада радила словеначка народна школа, а српска деца су учила ћирилицу и добијала национално васпитање од катихете.
Заједница је традиционално склапала бракове из других српских заједница, нарочито са српском заједницом у Горском котару у Хрватској. Први мешовити брак је забележен у селу Бојанци 1947. године, а након тог брака и други Срби из тог села су се женили Словенкама. Пре Другог светског рата, надгробни споменици и спомен плоче, писане су на српској ћирилици, док су данас написани на српском латиничком језику. Настала је асимилација Срба из Беле Крајине, а 1992. године затворена је српска основна школа. 1967. године у Белој Крајини процењено је да живи између 500-600 Срба. Број српских домаћинстава смањио се изузетно смањио током периода 1981-1991, па је у Белој Крајини 1991. године било 121 српско домаћинство.
Према речима Здравка Вукчевића из села Бојанци и православног свештеника Јеленка Стојановића из Моравице, српска деца из села Милићи и Пауновићи почела су да иду у словеначке школе у Адлешиће и Чрномељ.

## Култура

### Језик
Заједница Срба прича српским и словеначким језиком . Српским језиком причају мешано екавски и ијекавски изговор. У Мариндолу, Милићима и Пауновићима, српски језик је уобичајен, док у Бојанцима то говори само најстарија генерација. Средње генерације једнако говоре српским и словеначким језиком, а најмлађа генерација не говори српски, а пасивно га зна, преко најстаријих генерација у породици.

### Религија
Бојанци, Мариндол, Милићи и Пауновићи су била села где је православље преовладавао, као и места где је српски народ сачувао свој идентитет. Српска православна црква постепено губи интегралну функцију. Православне цркве постоје у Бојанцима и Милићима која служи и за потребе мештана Мариндола и Пауновићи. Цркве су дуго без свештеника, село Милићи је имало свештеника до 1950. године, а данас свештеник долази из Моравице, а свештеник у Бојанцима долази из Лике и то само за највеће верске празнике. Српско православно свештенство у Белој Крајини, служило је литургије у манастиру Гомирје, данас тек понекад служи у селима Бојанци и Мариндол. У Бојанцима се налази српска православна црква посвећена усековању главе Светог Јована Крститеља која датира из 18. века, а на месту ње је била стара православна црква. Црква Светих апостола Петра и Павла у селу Милићи и Мариндолска црква у истоименом селу.

### Традиција
У старој народној поезији Беле Крајине, српски јунак Марко Краљевић се често помиње, описиван на штокавском наречју српског језика.

## Познате личности
- Ратко Полич

## Антропологија
На основу презимена пронађених на Белој Крајини, може се закључити да су њихови преци били Срби.
У селу Бојанци, најчешћа српска презимена била су Врлинић (славили славу Свети Ђорђе), Радојчић (Свети Никола) и Кордићи (Видовдан)

### Презимена
Презимена српских породица, забележавана од 1551. године у Белој Крајини :
- Михаљевић
- Вигњевић
- Милић
- Вукмановић
- Дејановић
- Дмитровић
- Пријић
- Радосалић
- Стојић
- Војница
- Драгичевић и Драгићевић
- Стипановић
- Видојевић
- Буњевац
- Микуновић
- Селаковић
- Катић
- Јаковац
- Вукчевић
- Пауновић
- Кордић
- Радојчић
- Рачић
- Врлинић
- Радовитковић
- Миросаљац и Миросаљић
- Жунић
- Видњевић

## Губљење идентитета и нестанак Срба
У Белој Крајини се према попису становништва Словеније из 2011. године као Срби изјашњава 280 лица, док српски језик говоре тек неки најстарији мештани. Српска православна црква је поред проповедања православља била и чувар свести српског народа. Према проценама пре Другог светског рата у Словенији је живело више од 7.000 Срба, а највећи део њих управо у Белој Крајини. Већ након 1967. године, етнолог Миленко Филиповић, забележио је број од око 500-600 Срба, што је неупоредиво мање него пре Другог светског рата. Склапање мешовитих бракова, унијаћење и покатоличење Срба, губитак школе и недостатак црквених лица, као и економске миграције у велике градове, допринеле су убрзаној асимилацији Срба..
Познати југословенски и словеначки глумац Ратко Полич, потомак је Срба из Беле Крајине